# Minos

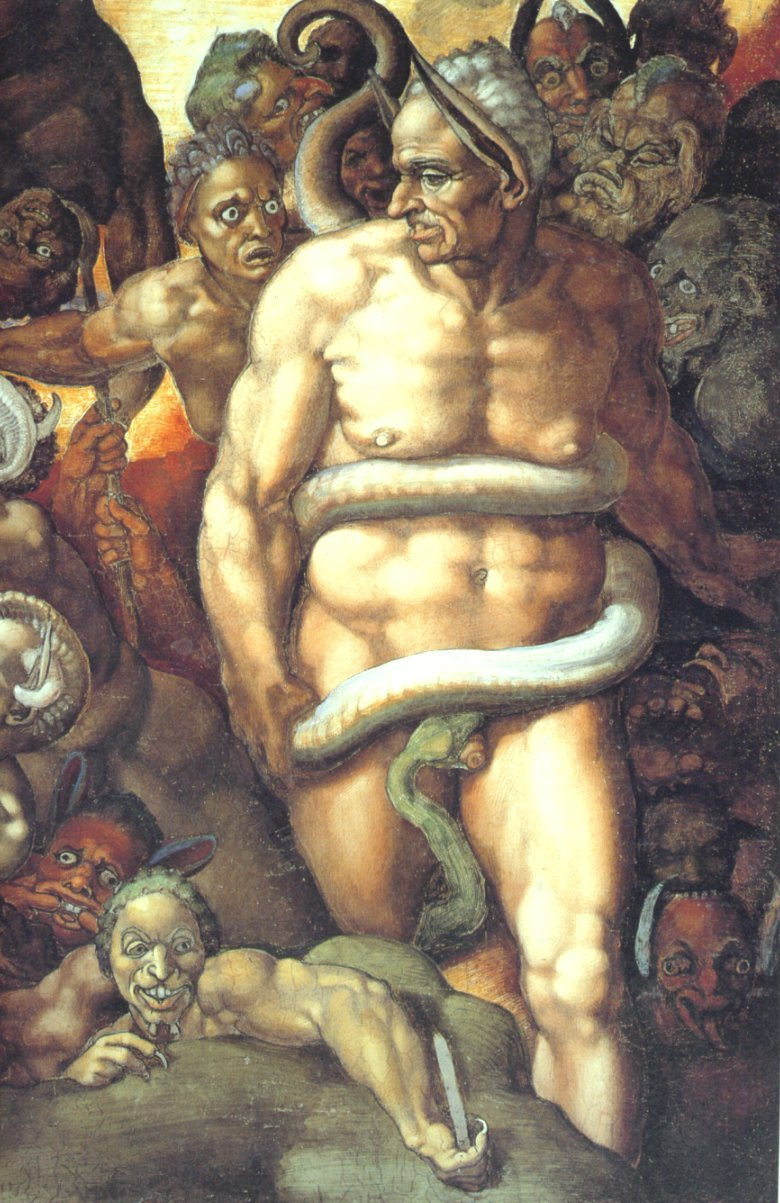
Minos, von Schlangen umschlungen und gebissen (Detail eines Freskos des Jüngsten Gerichts in der Sixtinischen Kapelle – Michelangelo, 1536–1541)

Minos (altgriechisch Μίνως Mínōs) ist in der griechischen Mythologie Sohn des Zeus und der Europa – und der Bruder von Rhadamanthys und Sarpedon. Er war ein König von Kreta, der Gemahl der Pasiphaë.
Nach Diodor (4,60,3) gab es zwei Könige namens Minos, Großvater und Enkel. Während der Großvater der Bruder von Rhadamanthys und Sarpedon war, habe der Enkel Pasiphaë zur Gemahlin genommen. Entsprechend der Parischen Chronik lebte der erste kretische König Minos in der zweiten Hälfte des 15. Jahrhunderts v. Chr., ein zweiter König Minos geriet in der ersten Hälfte des 13. Jahrhunderts v. Chr. mit Athen in Konflikt. Nach Homer war er der Großvater des am Trojanischen Krieg beteiligten Idomeneus, dem Sohn des Deukalion.
Mit Pasiphaë war Minos der Vater von Akakallis, Androgeos, Ariadne, Deukalion, Glaukos, Katreus, Phaidra und Xenodike.

## Historisches
Herodot bezeichnet Minos als den Errichter der ersten Thalassokratie, die die Piraterie im östlichen Mittelmeer erfolgreich bekämpfte und die Quelle des kretischen Reichtums war (Siehe auch Seeherrschaft). Nach Thukydides soll Minos die Karer von den Kykladen vertrieben und große Teile des ägäischen Meers beherrscht haben.
Bezüglich der Frage, ob Kreta während der minoischen Zeit wirklich eine Thalassokratie war, herrscht bis jetzt in der Forschung keine Einigkeit.

## Mythisches

### Minos und Britomartis
Die Nymphe Britomartis war eine Tochter des Zeus und somit Halbschwester des Minos. Dieser verliebte sich in sie und verfolgte das wilde Mädchen neun Monate lang durch die Berge Kretas. Als er sie auf einem steilen Felsen des Diktegebirges fast ergreifen konnte, blieb ihr Kleid an einem Myrtenzweig hängen; sie rettete sich durch einen Sprung ins Meer und landete in den Netzen von Fischern, die sie in Sicherheit brachten. Artemis erhob sie später in den Rang einer Göttin.

### Minos und Prokris
Um die eheliche Treue ihres Gemahls sicherzustellen, belegte Pasiphaë den König mit einem Zauber: Bei der Umarmung entströmten seinem Leib Schlangen, Skorpione und Tausendfüßler. Da traf Prokris auf der Insel ein, die eben im Streit mit Kephalos lag. Sie heilte Minos von seinem Leiden. Er machte ihr dafür einen unfehlbaren Speer und den schnellen, unsterblichen Hund Lailaps zum Geschenk – Gaben, die einst sein Vater Zeus der Europa überreicht hatte.
In einer anderen Version hieß es nur, dass Prokris die einzige war, die mit Minos ungestraft verkehren konnte, weil sie sich zuvor mit der Essenz einer Heilpflanze wappnete.

### Minos und der Stier
Nach einer Erzählung wurden er und seine Brüder von Asterios, dem König von Kreta, adoptiert. In der Frage, wer dessen Nachfolge antreten sollte, kam es zum Streit zwischen den dreien. Minos rief Poseidon um Beistand an und versprach, was immer aus dem Meer erschiene, dem Gott zu opfern. Poseidon schickte ihm einen prächtigen Stier, so dass damit der Streit entschieden war und Minos König von Kreta wurde. Der Stier gefiel ihm allerdings so gut, dass er ihn nun nicht opfern wollte, sondern ein anderes Rind darbringen ließ. Poseidon erkannte den Betrug und schlug zur Strafe Minos’ Gemahlin Pasiphaë mit dem Verlangen, sich mit dem Stier zu vereinen. Sie ließ sich von Daidalos ein hölzernes Gestell bauen, das mit Kuhhaut verkleidet war. Darin verbarg sie sich und ließ sich so von dem Stier begatten. Als Frucht dieser Vereinigung gebar sie ein menschenfressendes Ungeheuer: den Minotauros, ein Wesen mit menschlichem Körper und Stierkopf.
Im Zuge seiner achten Arbeit brachte Herakles den Stier auf die Peloponnes. Dort richtete das wilde Tier großen Schaden an. Androgeos, einer von Minos’ Söhnen, wollte seine Geschicklichkeit im Kampf gegen den Stier erproben, fiel diesem aber zum Opfer. Als Minos die Nachricht erhielt, brach er zu einem Rachefeldzug gegen Athen auf; manche sagten nämlich, König Aigeus von Attika habe Androgeos zu dem Tier geschickt.

### Minos und die Athener
Er zog zunächst gegen Megara, wo Nisos herrschte, ein Bruder des Aigeus. Eine purpurne Locke verlieh Nisos Unsterblichkeit. Seine Tochter Skylla verliebte sich jedoch in den fremden König und schnitt ihrem Vater die Locke ab. Minos siegte, dankte es dem Mädchen aber schlecht: Er ließ sie an seinem Schiff angebunden durch das Meer schleifen.
Gegen das wehrhafte Athen allerdings konnte Minos zunächst nichts ausrichten. Also rief er seinen Vater Zeus um Hilfe an; dieser erhörte ihn und sandte Pest und Hungersnot. Den Athenern erlegte Minos nach ihrer Kapitulation eine grausame Steuer auf: Alle neun Jahre mussten sie sieben Jünglinge und sieben Jungfrauen nach Kreta senden, wo diese dem Minotauros geopfert wurden.

### Minos und das Labyrinth
Für den Minotauros hatte er von Daidalos ein Labyrinth erbauen lassen. Die Jünglinge und Jungfrauen wurden hineingeschickt und so dem Ungeheuer zum Fraß vorgeworfen. Erst Theseus, der Sohn des Aigeus, beendete diesen Opferritus, indem er selbst mitfuhr und den Minotauros tötete. Dabei war ihm Minos’ Tochter Ariadne mit ihrem Faden behilflich; nur so konnte er aus dem Labyrinth wieder herausfinden. Als der Held Kreta verließ, nahm er Ariadne mit sich.
Erzürnt sperrte Minos daraufhin den Architekten Daidalos mit dessen Sohn Ikarus in das Labyrinth. Sie konnten entkommen und flohen mit Hilfe selbstgebauter Schwingen von der Insel. Ikaros überlebte den Flug nicht, weil er der Sonne zu nahekam. Dabei schmolz das Wachs zur Befestigung der Federn und er stürzte ins Meer. Minos aber verfolgte Daidalos bis nach Sizilien, wo dieser bei König Kokalos Schutz gefunden hatte. Kokalos empfing den Kreterkönig mit vorgetäuschter Gastfreundschaft, ließ ihn jedoch im Bade töten. Je nach Version wurde Minos dort von Kokalos’ Töchtern ertränkt oder durch kochendes Wasser ums Leben gebracht. Lange danach soll Theron, Tyrann von Akragas, die Gebeine von König Minos gefunden und nach Kreta zurückgeschickt haben.

### Minos im Hades

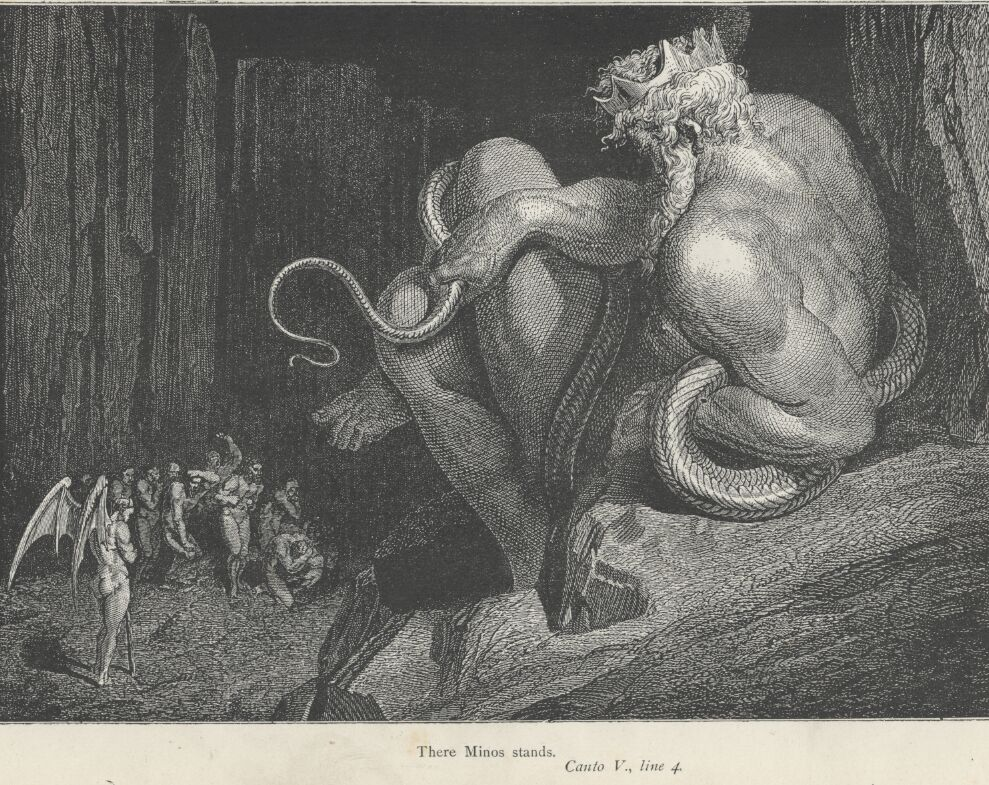
Minos sitzt zu Gericht, Illustration Gustave Dorés zu Dantes Göttlicher Komödie

Nach seinem Tode herrschte der weise irdische König Minos mit goldenem Zepter als Richter der Toten in der Unterwelt, an der Seite seines Bruders Rhadamanthys und seines Halbbruders Aiakos.

## Minos als Namensgeber
Nach Minos wurde die Kultur von Altkreta durch Arthur Evans als minoisch bekannt, was auf eine Benennung durch Arthur Milchhoefer zurückgeht. Bedeutende Zeugnisse dieser Kultur sind die Palastanlagen von Phaistos und Knossos; Letztere war wegen ihrer verwinkelten Architektur möglicherweise der Ursprung der Legende vom Labyrinth.
Die Verbindung von Minos mit der minoischen Kultur gilt jedoch als nicht gesichert, da ihn Homer nicht nur als Sohn des Zeus, sondern auch als Achäer bezeichnet, die zumeist mit den mykenischen Griechen gleichgesetzt werden. Die retrospektive Vereinnahmung wurde jedoch betrieben, wie die von Zeus und Europa, um die Bedeutung des Zeus zu erhöhen. Zur Blütezeit der kretischen Hochkultur etwa 1600 v. Chr. war der Zeusglaube noch nicht etabliert. Er setzte sich vermutlich in den Dunklen Jahrhunderten oder sogar erst 800 v. Chr. durch. Die Parische Chronik datiert Minos zwischen 1462 und 1423 v. Chr., was dem spätminoischen Übergang von der Neupalastzeit der Phase SM I B zur dritten oder kretomykenischen Palastzeit in SM II auf Kreta entspräche.